# Guillaume Connesson
Œuvres principales
- Lucifer (2011)
- The Shining One - Concerto pour Piano (2009)
- Concerto pour Violoncelle (2008)
- Trilogie cosmique (1997 - 2007)
- Athanor pour chœur et orchestre (2003)
- Techno Parade (2002)
- Disco Toccata (1994)

Guillaume Connesson est un compositeur français né le 5 mai 1970 à Boulogne-Billancourt.

## Biographie
Guillaume Connesson a étudié le piano, l'analyse, l'histoire de la musique, et la direction de chœur au conservatoire national de région de Boulogne-Billancourt et la composition auprès de Marcel Landowski pendant six ans, à partir de 1989.
Avec Dominique Rouits, au conservatoire national de région de Paris, il a également étudié la direction d'orchestre et avec Alain Louvier, l'orchestration.
En tant que compositeur, il revendique des influences aussi diverses que François Couperin, Richard Wagner, Richard Strauss, Claude Debussy, Maurice Ravel, Igor Stravinsky, Olivier Messiaen pour la Turangalîla-Symphonie et St François d'Assise, Henri Dutilleux pour ses Métaboles, Steve Reich et plus encore Carl Orff qu'il admire depuis sa jeunesse, John Adams mais également des musiciens de cinéma tels Bernard Herrmann ou John Williams ou de funk tel James Brown.
De 2001 à 2003, il est compositeur en résidence à l'Orchestre national des Pays de la Loire, pour lequel il écrit la symphonie vocale Liturgies de l'ombre et le poème symphonique L'Appel au feu.
Il est actuellement compositeur associé à l'Orchestre national de Lyon et au Royal Scottish National Orchestra et joué par les plus grands orchestres américains et anglais (Cincinnati Symphony Orchestra, Philadelphia Orchestra, Houston Symphony Orchestra, BBC Symphony Orchestra…).
Il enseigne l'orchestration au Conservatoire national supérieur de musique et de danse de Paris.
Il dirige depuis 2007 le chœur de l’Orchestre et chœur des universités de Paris (OCUP) qui lui a commandé Sphaera un an plus tôt. Il a été compositeur en résidence à l'Orchestre de Pau Pays de Béarn de 2009  à 2011, puis au Festival international de musique de Besançon Franche-Comté de fin 2013 à fin 2015.
Guillaume Connesson est édité aux Éditions Billaudot.

## Catalogue

### Musique pour orchestre
- Flammenschrift (2012)
- Lucifer - Ballet en deux actes sur un livret du compositeur (2011)
- Maslenitsa (2011)
- The Ship of Ishtar pour orchestre à cordes (2009)
- "Trilogie cosmique" - Supernova (1997) - Une lueur dans l’âge sombre (2005) - Aleph (2007)
- Scènes Nocturnes pour orchestre à cordes (2001)
- Enluminures (1999)
- Feux d’artifice (1998)
- Night-Club (1996)
- Oniris (1991)

### Musique concertante
- Les Horizons perdus - Concerto pour violon et orchestre (2018)
- Cythère - Concerto pour quatuor de percussions et orchestre (2014)
- Pour sortir au jour - Concerto pour flûte et orchestre (2014)
- The Shining One - Concerto pour piano et orchestre (2009)
- Constellations - Concerto pour alto et orchestre (2009)
- Concerto pour violoncelle et orchestre (2008)
- Yu Yan pour Erhu et orchestre (2007)
- A Kind of Trane - Concerto pour saxophone ou clarinette et orchestre (2015)
- Exomusique - Concerto pour marimba et orchestre (2023)

### Musique vocale

#### Musique pour chœur et orchestre
- Sphaera pour chœur et orchestre sur un texte en latin de Richard Crashaw (2006)
- La cathédrale aux étoiles - Cantate en trois tableaux pour chœur mixte, chœur d’enfants et orchestre - Texte de Valérie de la Rochefoucauld (2006)
- Athanor pour soprano, baryton, chœur mixte (2003)

#### Musique pour chœur et instruments
- Sphaera pour chœur, piano à 4 mains et 3 percussions (version de chambre) - Sur un texte en latin de Richard Crashaw (2010)
- Musique pour Oscar - Sept chœurs d’enfants a cappella ou avec accompagnement instrumental harpe et violoncelle (2007)
- Au commencement - chœur d’enfants et ensemble instrumental (2004)

#### Musique pour chœur a cappella
- Funeratio sur un texte de Virgile (2011)
- Deux chœurs - Chœur de femme à 4 voix- Poèmes d’Olivier Tanguy (2005)
- Laudate Pueri - Chœur mixte à six voix  (2002)

#### Musique pour voix solo et orchestre
- Le Livre de l’amour pour mezzo - Poèmes de Lord Byron, Emily Brontë et Germain Nouveau (2001)
- Liturgies de l’ombre pour soprano - Poème de Charles Péguy (2000)

#### Musique pour voix solo et ensemble de chambre
- Timouk, l’Enfant aux deux royaumes - Conte musical pour récitant et cinq instruments sur un livret de Yun Sun Limet (2010)

Version pour orchestre (2019)
- Medea pour soprano, clarinette, violoncelle et piano - Texte de Jean Vauthier (2004)

#### Musique pour voix solo et piano
- Vivre pour soprano et piano - Poème de Typhanie Vigouroux (2010)
- Trois merveilles du monde pour baryton et piano - Poèmes de Victor Hugo (2008)
- My sweet sister pour mezzo et piano - Poème de Lord Byron (2001)
- I’ll not weep pour alto et piano - Poème d'Emily Jane Brontë (2001)
- Nuit obscure pour baryton et piano - Poème de Saint Jean de la Croix (2000)
- De l’Espérance pour soprano et piano - Poème de Charles Péguy (1999)

### Musique instrumentale et musique de chambre
- Quatuor à cordes (2010)
- Les Chants de l’Agartha - Trois pièces pour violoncelle et piano (2008)
- Les Chants de l’Atlantide - Trois pièces pour violon et piano (2007)
- L’île de Pâques - Prélude pour piano (2006)
- Constellation de la Couronne Boréale pour alto et piano (2005)
- Constellation de la Couronne Australe pour alto et piano (2008)
- La Solitaire - Viole de gambe solo (2004)
- Riffs pour trompette solo (2004)
- Toccata pour harpe solo (2003)
- Toccata nocturne pour flûte et violoncelle (2002)
- Techno-parade pour flûte, clarinette et piano (2002)
- Le rire de Saraï pour flûte et piano (2001)
- initials dances pour piano solo (2001)
- Sextuor pour hautbois, clarinette, violon, alto, contrebasse et piano (1998)
- Jurassic Trip pour flûte, clarinette, 2 pianos, percussion et quintette à cordes (1998)
- Deux Images antiques pour clarinette, basson, trompette, trombone, percussion, violon et contrebasse (1996)
- Double Quatuor pour flûte, hautbois, clarinette, clarinette basse et quatuor à cordes (1994)
- Disco-toccata pour clarinette et violoncelle (1994)

Opéra
- Les Bains Macabres (2019)

opéra-comique sur un livret d'Olivier Bleys
création le 24 janvier 2020 au Théâtre impérial de Compiègne - retransmission sur France Musique le 24 avril 2021

### Musique pédagogique
- Remix pour orchestre à cordes et 6 percussionnistes (1998)
- Et un sourire pour chœur d’enfant et orchestre à cordes - Poème de Paul Éluard (1998)

### Musique de scène
- Musique pour Oscar - Musique pour la pièce Oscar et la dame rose d’Éric-Emmanuel Schmitt - Pour chœur d’enfants, harpe et violoncelle (2007)
- Lucifer - Ballet en deux actes sur un livret du compositeur (2011)

### Musique de film
- L’Aurore - Musique pour le film de Friedrich Wilhelm Murnau - Pour grand orchestre symphonique (1999)
- Les Rapaces (Greed) - Musique pour le film de Erich von Stroheim - Pour clarinette, violon, alto, violoncelle et piano (1995)

## Discographie
- Lost Horizon - Les Cités de Lovecraft, A Kind of Trane (concerto pour saxophone), Les Horizons Perdus (concerto pour violon), Le Tombeau des Regrets - Renaud Capuçon, Timothy McAllister. Brussels Philharmonic dirigé par Stéphane Denève (Deutsche Grammophon, avril 2019)
- Pour sortir au jour (sorti en juin 2016) Flammenschrift - Pour sortir au jour, concerto pour flûte - E chiaro nella valle il fiume appare - Maslenitsa. Avec le Brussels Philharmonic dirigé par Stéphane Denève et Mathieu Dufour, flûte (Deutsche Grammophon). Récompense : Diapason d'or (septembre 2016).
- Lucifer (sorti en septembre 2014) Concerto pour violoncelle interprété par Jérôme Pernoo - Lucifer (ballet) - Orchestre philharmonique de Monte-Carlo sous la direction de Jean-Christophe Spinosi (Deutsche Grammophon)
- Timouk, l’Enfant aux deux royaumes - Livre-Disque - Yun Sun Limet, textes - Delphine Jacquot, illustrations - Claire-Marie Le Guay, piano - Marie Gillain, récitante (Didier Jeunesse)
- Musique de chambre (CD + DVD réalisé par Stéphan Aubé) Monographie de musique de chambre (sorti en 2011) Avec Jérôme Ducros, Jérôme Pernoo  (Collection Pierre Bergé)
- Cosmic Trilogy - The Shining One (sorti en janvier 2010) Avec Éric Le Sage, Stéphane Denève et le Royal Scottish National Orchestra (Chandos)
- Athanor-Supernova - Monographie de musique orchestrale et chorale (Densité 21)
- Laudate pueri - Motet pour chœur mixte à six voix a cappella (Accord)
- Techno Parade (CD + DVD réalisé par Stéphan Aubé) Monographie de musique de chambre (sorti en 2005) Avec Mathieu Dufour, Paul Meyer, Éric Le Sage… (BMG - RCA)

## Interprètes
Principaux musiciens ou formations orchestrales qui interprètent régulièrement la musique de Guillaume Connesson :
- Lise Berthaud, altiste
- Stéphane Denève, chef d'orchestre
- Jérôme Ducros, pianiste
- Fayçal Karoui, chef d'orchestre
- Florent Héau, clarinettiste
- Claire-Marie Le Guay, pianiste
- Éric Le Sage, pianiste
- Paul Meyer, clarinettiste
- Jérôme Pernoo, violoncelliste
- Jean-Yves Thibaudet, pianiste
- Orchestre national de Montpellier
- Orchestre national de Lyon
- Philadelphia Orchestra
- BBC Symphony Orchestra
- National Symphony Orchestra
- Cincinnati Symphony Orchestra
- Houston Symphony Orchestra…

## Récompenses et distinctions
- 2019 - Compositeur de l'année aux Victoires de la musique classique
- 2016 - Pour le CD Pour sortir au jour : Diapason d'or de l'année (décembre 2016) - Choc Classica de l'année (novembre 2016) - Diapason d'or (septembre 2016) - Choc de Classica (juillet 2016)[2]
- 2015 - Compositeur de l'année aux Victoires de la musique classique
- 2011 - Grand Prix SACEM de la musique symphonique (carrière)[3]
- 2006 - Grand Prix Lycéen des Compositeurs[4]
- 2005 - Choc du Monde de la Musique et 10 de Classica pour le disque Techno Parade
- 2001 - Bourse de la Fondation Natexis
- 2000 - Prix de la SACEM
- 1999 - Prix Nadia et Lili Boulanger
- 1998 - Prix Cardin de l'Institut de France pour Supernova